# 元宝币
元宝币（英语：ybcoin，简写：ybc，货币符号：Ф）是一种点对点的电子加密货币。

## 分发机制
POW算法（Proof of Work）：工作量证明机制，按照算力大小竞争分发的币。POS 算法（Proof of Stake）：股权证明 机制，按照持币时间和数量来竞争分发的币。VPOW 算法（Virtual Proof Of Work）：分发机制又被称为虚拟工作量证明机制，是指利用其他虚拟币的POW挖矿算力来为元宝币提供类似POW的公平数字货币发行机制。